# 디씨클럽
디씨클럽은 쇼핑몰 운영에 필요한 서비스를 제공하는 대한민국 B2B 전자상거래 플랫폼 기업이다.  2018년 1월 법인 설립되었다.
도매, 쇼핑몰 자동연동솔루션 등을 제공하고 있다.